# 庄司浅水
庄司 浅水（しょうじ せんすい、1903年11月10日 - 1991年9月7日）は、日本のノンフィクション作家、書誌学研究家。ミズノプリンティングミュージアム名誉館長。日本出版学会、日本ペンクラブ、グロリアクラブ、各会員である。
元京都外国語大学専任講師。書物研究の傍ら、世界の奇談を紹介した。

## 略歴
宮城県仙台市出身。本名は喜蔵。三田英学校（現在の錦城学園高等学校）卒業。1925年、南葵音楽文庫に勤務。
1929年ぐろりあそさえてから実質的な処女作『書籍装釘の歴史と実際』を刊行。1930年、装釘同好会を結成。1931年、佐々木幸四郎、斎藤昌三らと雑誌「書物展望」を創刊。また、書誌出版を志してブックドム社を設立。『書物の敵』『書物の話』『典籍随筆 蠧魚無駄話』といった自著や徳富蘇峰『愛書五十年』などを出版。また、雑誌「書物趣味」を主宰した。
1935年、東京印刷工業組合書記となったが1936年辞職。1939年、共同印刷総務部に籍を置き、社内報やPR誌「いんさつ」の編集および渉外・広報を担当、初代の労務課長も務めた。
1944年、凸版印刷に転じて勤労課長。1945年3月の本社罹災後は、郷里に近い宮城県古川町の兵器部品製造工場の庶務課長となり敗戦を迎えた。戦後は板橋工場製本課長となったが、1948年に退社した。
東京文理科大学内にあった芸術学会の機関誌「スクールアート」の編集発行、美術研究参考書の発行を主眼とした芸術科学社創立に携わったが、経営が思わしくなく著述業に専念。
1951年、ロバート・リプレー『信じようと信じまいと 世界中のうそのようなほんとうの話』を翻訳して以来、世界の奇談珍談などのノンフィクション分野の著作も数多く発表した。
他の著書に『印刷文化史』『愛書六十五年』『海の奇談』などがある。

## 主な著書

### 書誌学
- 『書籍装釘の歴史と実際』（ぐろりあそさえて） 1929
- 『書物の話』（ブックドム社） 1931
- 『書物のはなし 語りべから現代の書物まで』（さ・え・ら書房） 1956
- 『本の文化史 ブック・アラカルト』（雪華社） 1963
- 『紙魚のたわごと』（朝日新聞社） 1966
- 『本の世界』（毎日新聞社） 1970
- 『愛書六十五年 一書物人のメモの中から』（出版ニュース社） 1983
- 『書物よもやま話』（出版ニュース社） 1986
- 『定本庄司浅水著作集 書誌編』全14巻（出版ニュース社） 1979 - 1983

### ノンフィクション
- 『世界の奇談』（現代教養文庫） 1958
- 『海の奇談』（現代教養文庫） 1961
- 『世界の秘話』（現代教養文庫） 1962
- 『世界の怪談』（雪華社） 1964
- 『世界の秘境』（秋田書店、少年少女世界ノンフィクション全集） 1965
- 『世界の魔の海』（秋田書店、少年少女世界ノンフィクション全集） 1965
- 『世界の驚異をたずねて』（秋田書店、少年少女世界ノンフィクション全集） 1965
- 『世界の怪奇ミステリー』（潮文社） 1973
- 『なぞ驚異 七つの世界の七不思議』（学習研究社、ジュニアチャンピオンコース） 1974
- 『世界の怪奇』（現代教養文庫） 1975
- 『庄司浅水ノンフィクション著作集』全12巻 （三修社） 1987 - 1988

1. 『世界の七不思議』
2. 『世界の奇談』
3. 『世界の奇跡』
4. 『世界の怪奇物語』
5. 『世界の秘話』
6. 『世界海の秘録』
7. 『世界奇談千夜一夜』
8. 『世界のミステリー』
9. 『世界残酷物語』
10. 『世界の怪談』
11. 『世界の五大事件』
12. 『世界の怪事件』

## その他
- 浅水は自らが所有する蔵書のことを「浅水文庫」と呼んでおり[2]、そのうちのキリスト教文献の一部が古書店を経て立教大学のコレクションに入っている。

インキュナブラであるトマス・ア・ケンピスの『著作集』、グーテンベルク聖書（零葉1枚）、石川啄木の署名がある明治時代の福音書なども含まれる。